# Cealivka, Karlivka
Cealivka (în ucraineană Чалівка) este un sat în comuna Lanna din raionul Karlivka, regiunea Poltava, Ucraina.

## Demografie
Componența lingvistică a localității Cealivka
     Ucraineană (99,61%)
     Alte limbi (0,39%)
Conform recensământului din 2001, majoritatea populației localității Cealivka era vorbitoare de ucraineană (99,61%), existând în minoritate și vorbitori de alte limbi.